# Лисогірка (Подільський район)
Лисогі́рка (до 01.02.1945 Французьке) — село Кодимської міської громади у Подільському районі Одеської області, Україна. До центру громади, м. Кодими, відстань 3 км.
У селі зупиняються електрички Одеса-Вапнярка (зупинка Лисогірка), а велика залізнична станція розташована в Кодимі. Через село проходить місцевий автошлях Т 1622.

## Історія
7 (20) листопада 1917 року, відповідно до Третього Універсалу Української Центральної Ради, увійшло до складу Української Народної Республіки.
Під час організованого радянською владою Голодомору 1932—1933 років померло щонайменше 138 жителів села.
Колишній орган місцевого самоврядування — Лисогірська сільська рада.
12 червня 2020 року, відповідно до Розпорядження Кабінету Міністрів України від № 724-р «Про визначення адміністративних центрів та затвердження територій територіальних громад Одеської області», увійшло до складу Кодимської міської територіальної громади.
19 липня 2020 року, в результаті адміністративно-територіальної реформи і ліквідації Кодимського району, село увійшло до складу новоутвореного Подільського району.

## Населення
Згідно з переписом УРСР 1989 року чисельність наявного населення села становила 975 осіб, з яких 428 чоловіків та 547 жінок.
За переписом населення України 2001 року в селі мешкало 925 осіб.

### Мова
Розподіл населення за рідною мовою за даними перепису 2001 року:
| Мова       | Кількість | Відсоток |
| ---------- | --------- | -------- |
| українська | 885       | 95.16 %  |
| російська  | 43        | 4.62 %   |
| румунська  | 2         | 0.22 %   |
| Усього     | 930       | 100 %    |

## Постаті
Уродженцями села є:
- Аносов Михайло Дмитрович (1946—2016) — голова Кам'янець-Подільської міської ради (1990—1994) і виконкому (1991—1994). Секретар Кам'янець-Подільської міської ради (2006—2010). У січні — червні 2008 року — виконувач обов'язків міського голови Кам'янця-Подільського.
- Білоусова-Шотадзе Тамара Василівна (1924—2013) — радянська і грузинська театральна актриса українського походження.
- Ковальчук Костянтин Миколайович (1994—2014) — солдат Збройних сил України, учасник російсько-української війни, загинув 2014-го у боях за Маринівку.